# 싼충역
싼충역(중국어 정체자: 三重站, 한자음: 삼중참)은 타이베이시 싼충구에 있는 타이베이 첩운 중허신루선과 타오위안 국제공항 첩운의 환승역이다.

## 구조
| 4층      | 플랫폼 1               | ← 타오위안 국제공항 첩운 환베이방면（뉴타이베이산업단지） |
| 4층      | 섬식 승강장            |                                                           |
| 4층      | 플랫폼 2               | 타오위안 국제공항 첩운 타이베이 역방면（타이베이 역）→    |
| 지면     | 출입구                 | 출입구                                                    |
| 지하 3층 |                        | 역 홀, 인포메이션 센터                                    |
| 지하 3층 | 화장실（유료 존 에서） |                                                           |
| 지하 4층 | 플랫폼 1               | ←타이베이 첩운 중허신루선 루저우/후이룽방면（셴써궁）     |
| 지하 4층 | 섬식 승강장            |                                                           |
| 지하 4층 | 플랫폼 2               | 타이베이 첩운 중허신루선 난스자오방면（차이랴오）→        |

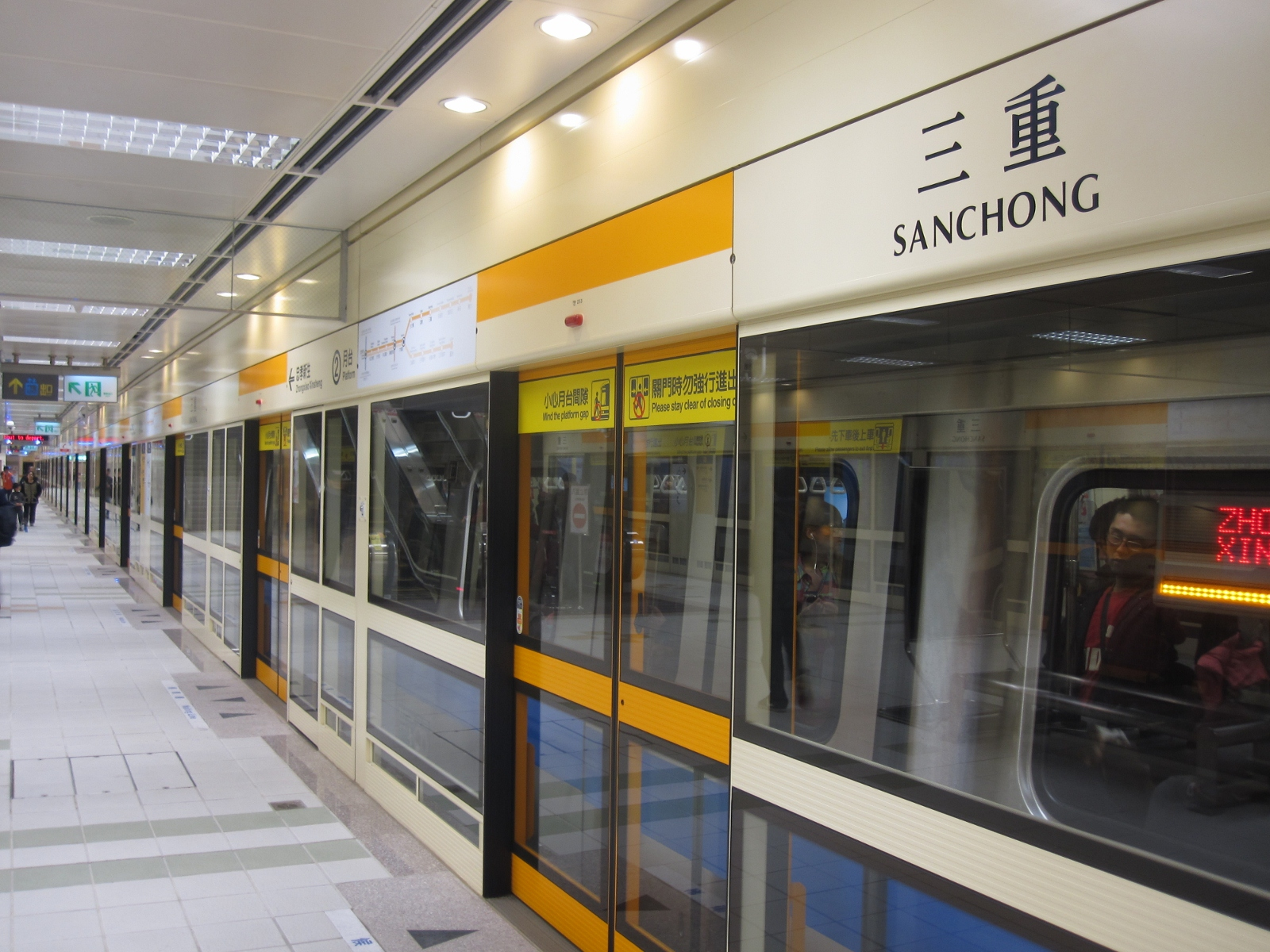
중허신루선 승강장
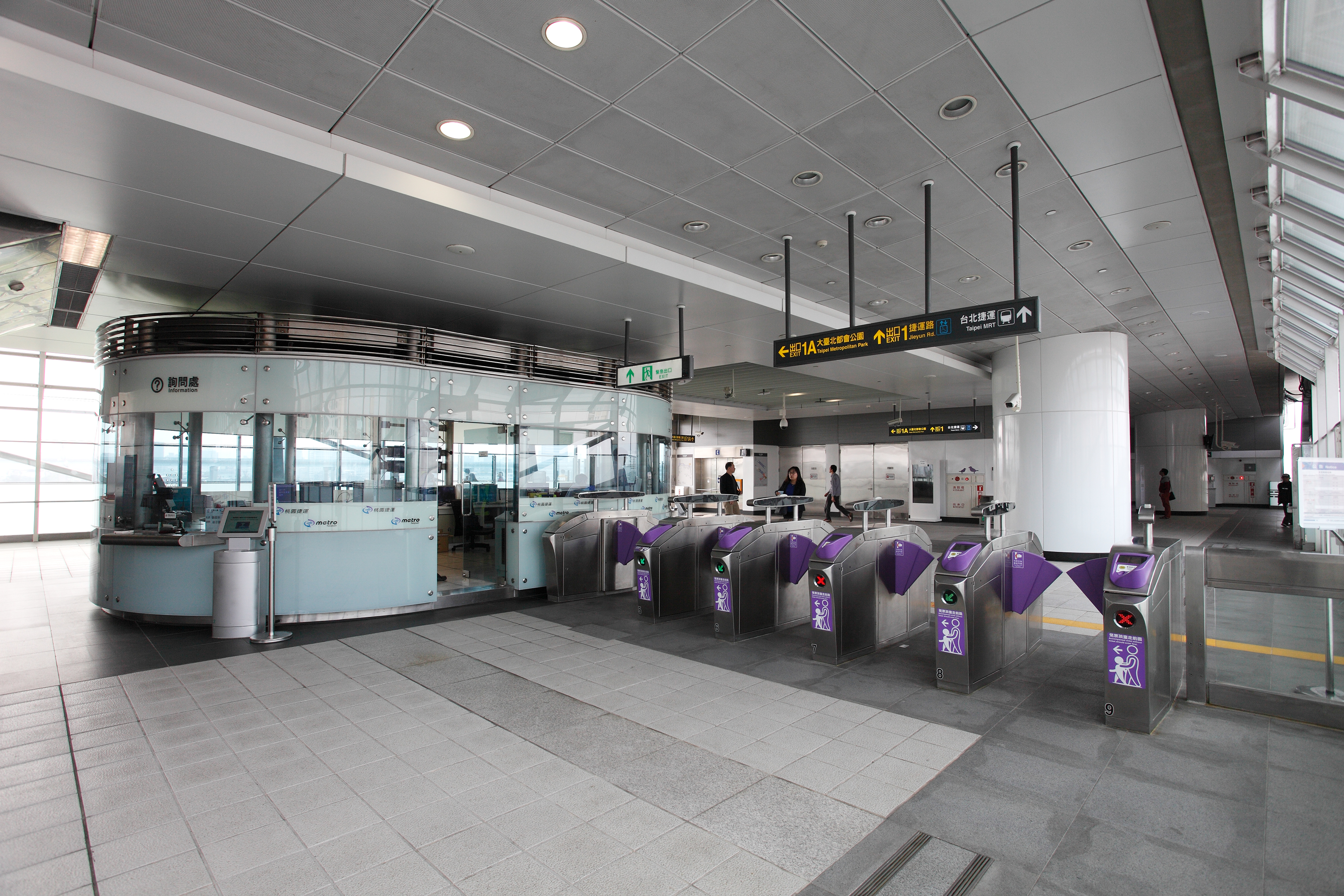
타오위안 국제공항 첩운 개표소
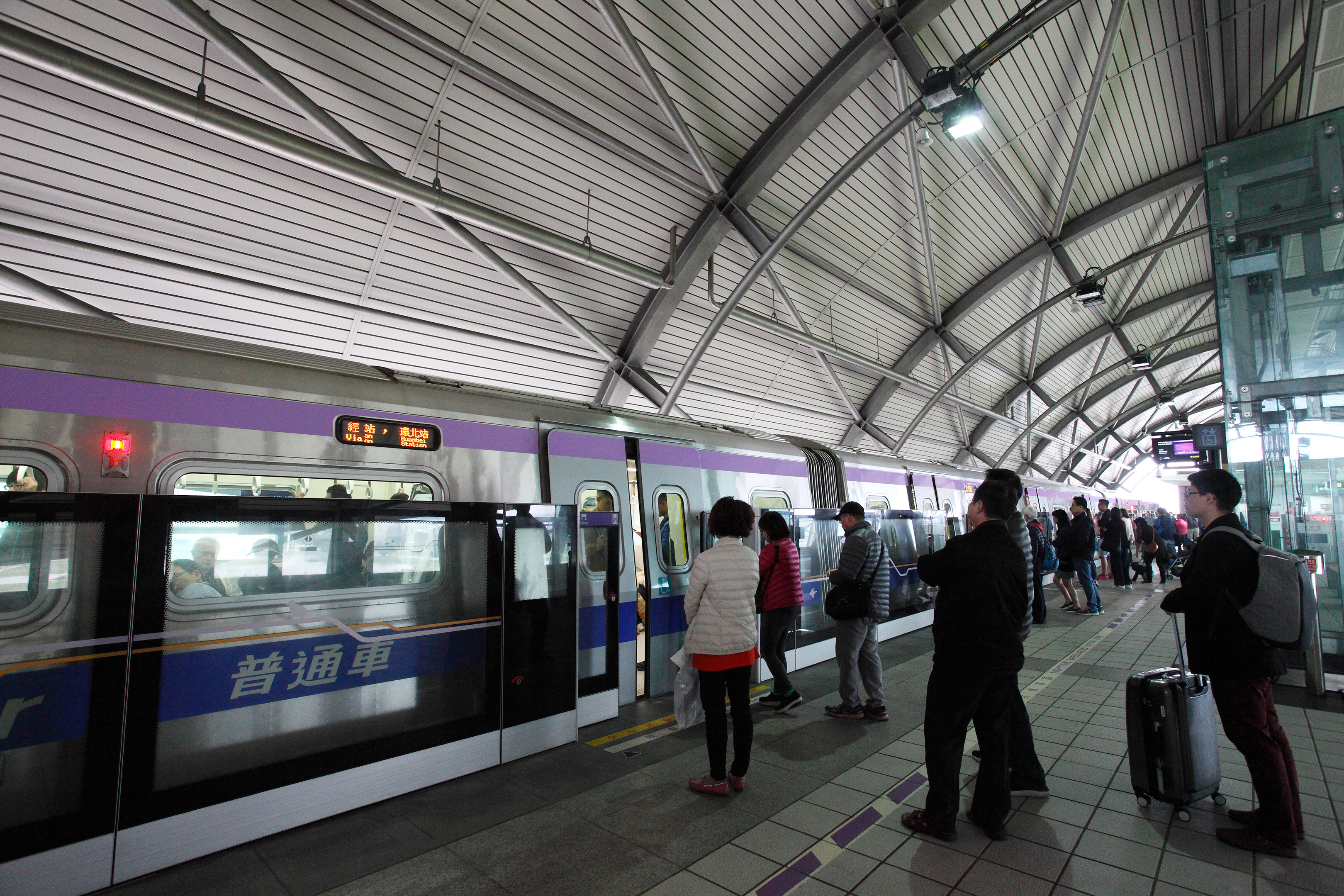
싼충 역에 도착한 타오위안 국제공항 첩운 일반열차